# Хертіоана-Резеші
Хертіоана-Резеші (рум. Hertioana-Răzeși) — село у повіті Бакеу в Румунії. Входить до складу комуни Траян.
Село розташоване на відстані 257 км на північ від Бухареста, 12 км на північний схід від Бакеу, 70 км на південний захід від Ясс.

## Населення
За даними перепису населення 2002 року у селі проживали 62 особи, усі — румуни. Усі жителі села рідною мовою назвали румунську.